# Nixchen (1926)
Nixchen ist eine deutsche Stummfilmkomödie aus dem Jahre 1926 von Curt Blachnitzky mit Xenia Desni in der Titelrolle und Harry Liedtke und Hans Albers in den männlichen Hauptrollen. Der Film basiert auf dem gleichnamigen Roman von Hans von Kahlenberg.

## Handlung
Lilly Wessel, von allen nur „Nixchen“ genannt, stammt aus gutbürgerlichem Haus. Sie ist eine lebensfrohe junge Frau, die mit einer gewissen Unbekümmertheit auch einmal Wege beschreitet, die die Gesellschaft jener Zeit als „unmoralisch“ bezeichnet. Ihre Unkonventionalität lässt die eine oder andere Person die Augenbrauen hochziehen und die Stirn runzeln, doch Nixchen bemerkt dies nicht oder setzt sich darüber hinweg. Erst als ihr Vater Georg Wessel in finanzielle Schwierigkeiten gerät, lässt sie sich sogar darauf ein, ihren braven und ein wenig langweiligen Cousin Achim von Bremersdorf zu heiraten. Dass sie damit nicht nur ihre lieb gewonnene Freiheit aufgibt, sondern zugleich in die Rolle des braven Hausmütterchens mit Häubchen und Schürze reinwachsen wird, scheint Nixchen letztlich nicht weiter zu stören. Vielmehr nimmt sie sich vor, die neue Rolle einer Landedelfrau mit bestem Bemühen auszufüllen. 
Ehe sie dem alten Leben Ade sagen wird, beschließt Lilly, ihren alten Freund Rechtsanwalt Lutz von Lonna, den sie mit ihren Tändeleien so lange Zeit an der Nase herumgeführt hatte, in seiner Wohnung zu besuchen. Es kommt wie es kommen muss: Achim, der spießige Bräutigam in spe, erwischt sie dort und glaubt nun ausgerechnet in dieser Situation, in der Nixchen mit großer Ernsthaftigkeit sich von ihrer Vergangenheit lösen wollte, kein Wort. Achim meint vielmehr, Nixchen in flagranti bei einem Treuebruch erwischt zu haben und kündigt die Verlobung. Nun ist Nixchen nicht nur wieder solo, sondern auch die Rettung ihres Vaters aus Geldnöten in weite Ferne gerückt. Doch es gibt, komödiengerecht, das Glück im Unglück: Ihr ebenso soignierter wie wohlhabender Freund, der Fabrikant Peter Esswein, den sie schon lange lieb gewonnen hatte, steht ihr mit helfender Hand zur Seite. Aus dem kleinen, mit Männerherzen spielenden „Seeungeheuer“ Nixchen wird fortan eine brave und liebende Haus- und Ehefrau Esswein werden.

## Produktionsnotizen
Nixchen entstand im November/Dezember 1926 in den Jofa-Filmateliers, passierte die Filmzensur am 17. Dezember desselben Jahres und wurde noch am selben Tag in Berlins Alhambra-Kino am Kurfürstendamm uraufgeführt. Die Länge des mit Jugendverbot belegten Films betrug 2641 Meter, verteilt auf sieben Akte. 
Die Filmbauten gestalteten Botho Höfer und August Rinaldi.

## Kritik
In der Neuen Freien Presse heißt es: „Merkwürdig: es kann ein Wagen mit Literatur von jeder Art beladen sein, sobald man ihn auf den Filmboden bringt, rollt er unweigerlich im herkömmlichen Gleis. Da ist nun „Nixchen“. (…) Manches darin ist nun unleugbar gelungen. Lustig die Brautfahrtsmaske, die Tugendkomödie. Packend der Todesgang des ruinierten Vaters – eine gute Rolle, gut gespielt. Ansonsten aber viel Süßlichkeit.“.